# چه چی
جایا سیمهاوارمان چهارم، ماهاندراوارمان، یا چه چی (制至)، پسر چه مان و ملکه باسکارادِوی، در سال ۱۲۸۴ با عنوان شاهزاده هاریجیت آتماجا به دنیا آمد او از سال ۱۳۰۷ تا ۱۳۱۲ به عنوان پادشاه چامپا سلطنت کرد.: 89, 205 : 229 
از آنجایی که مادر ویتنامی چه چی حاضر نشد با شوهرش، چه مان بمیرد، چه چی تصمیم گرفت تا دو منطقه واگذار شده به آنام را که چامپا در ازای صلحی که با ازدواج پدر و مادر چه چی برقرار شده بود پس بگیرد. اما او شکست خورد و در زندان آنام درگذشت. پس از دستگیری چه چی، دای ویت (آنام) چه نانگ را (برادر ناتنی چه چی) جهت اداره امور چامپا انتخاب کرد.